# Конради, Август
Август Эдуард Мориц Конради (нем. August Eduard Moritz Conradi; 27 июня 1821, Берлин — 26 мая 1873, там же) — немецкий композитор и органист.

## Биография
Родился в семье сержанта полиции. В 1840—1842 гг. учился в прусской Королевской академии у Августа Вильгельма Баха (орган, клавир, композиция) и Карла Фридриха Рунгенхагена (гармония и контрапункт). В 1841 году недолгое время занимался в Веймаре у Ференца Листа, после чего спорадически (наиболее регулярно в 1848—1849 гг.) исполнял обязанности его секретаря и оркестровал некоторые фортепианные пьесы Листа согласно его указаниям. В свою очередь Лист осуществил фортепианное переложение оркестровой Цыганской польки (нем. Zigeuner-Polka; 1843) Конради, добавив от себя интродукцию и коду, представляющие, как указывает пианист Лесли Хоуард, больший интерес, чем незатейливая танцевальная мелодия оригинала.
С 1843 года состоял органистом при Берлинском доме инвалидов. C 1849 года работал как дирижёр в Штеттине, Дюссельдорфе и Кёльне, в 1853 году вернулся в Берлин, где до конца жизни работал как театральный дирижёр и композитор, сотрудничая с различными сценами, в том числе с Кролль-оперой. Писал музыку к текстам различных немецких комедиографов и либреттистов, в том числе Давида Калиша, Эдуарда Якобсона, О. Ф. Берга.

## Творчество
Конради был исключительно плодовит в области музыки для сцены: только в одном 1859 году он написал 15 оперетт и водевилей. Николай Соловьёв в Энциклопедии Брокгауза и Ефрона, вслед за Музыкальным словарём Гроува, выделяет оперы «Рюбецаль» (нем. Rübezahl; 1847) и «Муса, последний князь мавров» (нем. Musa, der letzte Maurenfürst; 1855).
Конради написал также пять симфоний, из которых скандальную известность получила симфония ля минор (1846), с девизом из Гёте «Кто с хлебом слёз своих не ел» (нем. Wer nie sein Brot mit Tränen aß). Партитуру произведения взял у автора в Берлине некто Конрад Лёффлер, уехавший затем в Вену и там выдавший эту симфонию за свою; симфония была исполнена в театре Ан дер Вин вместе с Триумфальной увертюрой, украденной Лёффлером у другого немецкого композитора, Густава Хойзера, причём дирижировал Франц фон Зуппе, поскольку мнимый автор на репетициях продемонстрировал неспособность управлять оркестром. Обман в скором времени был раскрыт и способствовал росту интереса к музыке Конради. Среди других произведений Конради — оркестровые увертюры, струнные квартеты, множество песен. К концу XIX века в репертуарах танцевальных оркестров остались сочинённые Конради попурри; одно из таких попурри, «Оффенбахиана» (нем. Offenbachiana), составленное из мелодий Жака Оффенбаха, было записано в 1910 году духовым оркестром Артура Прайора.